# Каліцтлавака
Каліцтлавака (Calixtlahuaca) — городище післякласичного періоду на території мексиканського штату Мехіко поблизу міста Толука-де-Лердо. Спочатку відоме під назвою «Матлацінка», це місто було адміністративним центром великого територіального утворення в долині Толука.
Археолог Хосе Гарсія Пайон провів у 1930-х роках розкопки монументальних пам'яток у Каліцтлаваці й відреставрував низку храмів та інших споруд. Найбільший інтерес становлять Будівля 3 — круглий храм, присвячений ацтекському богові вітру Еекатлю, і Будівля 17 — великий «палац». За архітектурою та кам'яними скульптурами Каліцтлавака нагадує інші ацтекські міста середнього та пізнього післякласичного періоду (1100—1520 роки) в Центральній Мексиці.
2002 року доктор Майкл Сміт розпочав у Каліцтлаваці дослідницький проєкт, який спонсорували Університет штату Аризона та Національний науковий фонд (США). Польові роботи, розпочаті 2006 року, охопили всю територію городища. 2007 року вперше розкопано низку житлових будинків і терас.
Під час розкопок 1933 року в Каліцтлаваці знайдено «керамічну голову», якій, через риси обличчя, низка фахівців приписували європейське походження.